# Simão Morgado
Simão Morgado (Lisboa, 4 de março de 1979) é um nadador português, recordista nacional dos 50 m e 100 m do estilo de mariposa. Bateu o recorde nacional dos 100 m mariposa 13 vezes. É um dos melhores nadadores em Portugal no estilo de mariposa. Simão Morgado, com 1,84 m de estatura e pesa 77 kg, é o único nadador português que participou seis vezes no Campeonato do Mundo e quatro vezes nos Jogos Olímpicos.

## Biografia
Simão Morgado iniciou a sua carreira em 1985 representando os Bombeiros Voluntários do Cacém. Seguiu-se o Benfica em 1987 e em 1994 rumou ao Clube Natação da Amadora onde ficaria durante quase uma década. Só em 2013 seguiria para o Clube de Futebol Os Belenenses.
Em 2004, nos Campeonatos Europeus de piscina longa em Barcelona, Simão Morgado qualificou-se para a final dos 100 m mariposa, e ficou em 6.º lugar de entre os 8 qualificados, uma excelente prestação do atleta e uma das melhores de sempre de um português nestes campeonatos.
Em 2006, nos Campeonatos Europeus de piscina longa em Budapeste, este nadador alcançou nas meias finais dos 50 m mariposa um tempo (24.05) que lhe deu o 19.º lugar no ranking mundial, à frente de nadadores como Mark Foster (ex hexacampeão mundial de piscina curta e ex-decacampeão europeu de piscina curta), Thomas Rupprath (actual recordista mundial dos 50 m costas de piscina curta e piscina longa, ex vice-campeão olímpico e ex-bronze olímpico) e Lars Frölander (ex-campeão olímpico dos 100 m mariposa, e ex bi-vicecampeão olímpico), bem como o acesso à final do campeonato, um 9.º lugar no ranking europeu, e um novo recorde nacional absoluto.
O final da carreira de Simão Morgado como atleta de alta competição aconteceu no Campeonato Nacional de Natação realizado
a 26 de julho de 2015, em Coimbra.

## Melhores resultados obtidos
Campeonatos da Europa de Piscina Longa
- 2002 (Berlim)
  - 50 m Mariposa: 11.º Lugar (Meias-Finais)
  - 100 m Mariposa: 11.º Lugar (Meias-Finais)
  - 200 m Mariposa: 14.º Lugar (Meias-Finais)
- 2004 (Madrid)
  - 50 m Mariposa: 10.º Lugar (Meias-Finais)
  - 100 m Mariposa: 6.º Lugar (Finais)
- 2006 (Budapeste)
  - 50 m Mariposa: 8.º Lugar (Finais)
  - 100 m Mariposa: 12.º Lugar (Meias-Finais)

Jogos Olímpicos
- 2000 (Sydney)
  - 100 m Mariposa: 30.º Lugar
- 2004 (Atenas)
  - 100 m Mariposa: 24.º Lugar

Ranking Europeu
- 2006 (Piscina de 50 metros)
  - 50 m Mariposa: 9.º melhor tempo do ano (24.05)
  - 100 m Mariposa: 21.º melhor tempo do ano (53.64)

Ranking Mundial
- 2006 (Piscina de 50 metros)
  - 50 m Mariposa: 19.º melhor tempo do ano (24.05)